# Ralph Manheim
Ralph Frederick Manheim (Nueva York, 4 de abril de 1907 - Cambridge, 26 de setiembre de 1992), traductor estadounidense.

## Biografía
Manheim vivió en Alemania y Austria en la época del ascenso de Adolf Hitler al poder. Años después saltó a la fama con su traducción al inglés del libro Mein Kampf, por encargo de Houghton Muffin. Posteriormente se dedicó a traducir literatura francesa, alemana, holandesa, polaca y húngara. Gustaba de "imitar al autor" con una postura casi actoral.

## Selección de obras traducidas
- Adolf Hitler: Mein Kampf / My Struggle (1943)
- Günter Grass: Die Blechtrommel / The Tin Drum (1961; ganador del PEN Translation Prize)
- Louis-Ferdinand Céline: D'un château l'autre / Castle to Castle (1970; ganador del National Book Award en traducción)[2]
- Michael Ende: Die unendliche Geschichte / The Neverending Story (1983)
- E. T. A. Hoffmann: Nußknacker und Mausekönig / The Nutcracker and the Mouse King (1986)